# Eulagiscinae
Los eulagiscineos (Eulagiscinae) son una de las subfamilias de anélidos poliquetos perteneciente a la familia Polynoidae.

## Géneros
Se reconocen los siguientes:
- Bathymoorea[2]
- Eulagisca McIntosh, 1885
- Pareulagisca Pettibone, 1997
- Pollentia Capa, 2022[2]